# Sajenice
Sajenice – wieś w Słowenii, w gminie Mirna. W 2018 roku liczyła 35 mieszkańców.